# Santo Stefano (Molfetta)
A Santo Stefano egy templom Molfettában.

## Története
A Szent István vértanú tiszteletére emelt templom első említése a 13. századból származik. 1586-ban átépítették mai formájára. A templombelsőt értékes festmények díszítik, mint például Corrado Giaquinto Madonnát ábrázoló alkotása, valamint Giulio Cozzoli Szent Istvánt ábrázoló papírmasé szobra és egy Szent Liborius faszobor (ismeretlen művész alkotása). Az orgona 1827-ben készült. A templomot a 15. században alapított Szent István Társaság tartja fenn.